# XV Legislatura da Assembleia Legislativa da Região Autónoma da Madeira
A XV Legislatura (iniciada em 2025) é o futuro mandato da Assembleia Legislativa Regional da Madeira, resultante das eleições regionais de 2025.
Pela primeira vez, uma mulher preside à Assembleia.

Ireneu Barreto, representante da República
Rubina Leal, presidente da Assembleia Legislativa
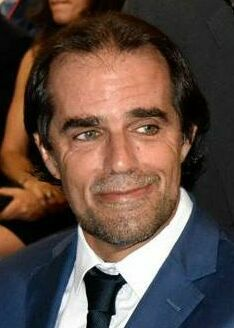
Miguel Albuquerque, presidente do XVI Governo Regional da Madeira

## Composição
Há seis partidos representados na Assembleia, dois dele com deputados únicos em vez de grupos parlamentares.
A distribuição dos lugares pelos grupos parlamentares foi a seguinte:
| Grupo parlamentar/ deputados únicos | Grupo parlamentar/ deputados únicos | Lista por que foram eleitos | Deputados | Notas | |
| ----------------------------------- | ----------------------------------- | --------------------------- | --------- | ----- | --- |
|                                     | Partido Social Democrata            | Partido Social Democrata    | 23        | Notas | O PPD/PSD não obteve maioria absoluta dos deputados pela 4.ª vez desde que o parlamento regional existe. |
|                                     | Juntos Pelo Povo                    | Juntos Pelo Povo            | 11        |       | |
|                                     | Partido Socialista                  | Partido Socialista          | 8         |       | |
|                                     | CHEGA                               | CHEGA                       | 3         |       | |
|                                     | CDS - Partido Popular               | CDS - Partido Popular       | 1         |       | |
|                                     | Iniciativa Liberal                  | Iniciativa Liberal          | 1         |       | |
| Total                               | Total                               | Total                       | 47        |       | |